# Rubi Dalma
Rubi Dalma, nome d'arte di Giusta Manca di Villahermosa, talvolta indicata come Rubi D'Alma (Milano, 24 aprile 1906 – Castel Gandolfo, 7 agosto 1994), è stata un'attrice italiana.

## Biografia
Proveniente da una famiglia aristocratica cagliaritana, viene scoperta a Milano da Camillo Mastrocinque che la fa debuttare nella pellicola Regina della Scala, dove praticamente interpreta se stessa.
Il successivo film, Il signor Max, la fa conoscere al grande pubblico, con il nome d'arte di Rubi Dalma, nella parte della gran dama inutilmente corteggiata da Vittorio De Sica.
In vari film o in spettacoli teatrali viene diretta da registi come Righelli, Camerini, Guazzoni, Zampa e Antonioni.
Lavorerà davanti alla cinepresa sino all'inizio degli anni cinquanta quando deciderà di abbandonare la carriera di attrice.
Muore nel 1994 a Castel Gandolfo nei pressi di Roma.

## Filmografia
- Regina della Scala, regia di Guido Salvini e Camillo Mastrocinque (1936)
- Il signor Max, regia di Mario Camerini (1937)
- L'allegro cantante, regia di Gennaro Righelli (1938)
- L'argine, regia di Corrado D'Errico (1938)
- Batticuore, regia di Mario Camerini (1939)
- Uragano ai tropici, regia di Giuseppe Talamo (1939)
- Fanfulla da Lodi, regia di Giulio Antamoro e Carlo Duse (1940)
- Rose scarlatte, regia di Vittorio De Sica, Giuseppe Amato (1940)
- Antonio Meucci, regia di Enrico Guazzoni (1940)
- Cantate con me!, regia di Guido Brignone (1940)
- Divieto di sosta, regia di Marcello Albani (1941)
- Solitudine, regia di Livio Pavanelli (1941)
- I mariti (Tempesta d'anime), regia di Camillo Mastrocinque (1941)
- Un colpo di pistola, regia di Renato Castellani (1942)
- Odessa in fiamme, regia di Carmine Gallone (1942)
- Calafuria, regia di Flavio Calzavara (1942)
- La maschera e il volto, regia di Camillo Mastrocinque (1942)
- C'è sempre un ma!, regia di Luigi Zampa (1943)
- Sant'Elena, piccola isola, regia di Umberto Scarpelli e Renato Simoni (1943)
- Tempesta sul golfo, regia di Gennaro Righelli (1943)
- Enrico IV, regia di Giorgio Pàstina (1943)
- Pian delle stelle, regia di Giorgio Ferroni (1946)
- Il cavaliere del sogno, regia di Camillo Mastrocinque (1947)
- Daniele Cortis, regia di Mario Soldati (1947)
- Il bacio di una morta, regia di Guido Brignone (1949)
- Cielo sulla palude, regia di Augusto Genina (1949)
- Cronaca di un amore, regia di Michelangelo Antonioni (1950)
- Febbre di vivere, regia di Claudio Gora (1953)

## Doppiatrici
- Lydia Simoneschi in I mariti (Tempesta d'anime), Calafuria
- Tina Lattanzi in Un colpo di pistola, Sant'Elena, piccola isola
- Marcella Rovena in Il cavaliere del sogno